# Балка Більманка
Балка Більманка — ентомологічний заказник місцевого значення. Об'єкт розташований на території Більмацького району Запорізької області, біля села Бельманка.
Площа — 7 га, статус отриманий згідно з рішенням Запорізького облвиконкому № 315 від 25.09.1984.
Охороняється збережена у природному стані ділянка лучно-степової рослинності у долині річки Більманка, що підтримує існування цінних та рідкісних видів комах.